# Monterado
Monterado egykori település Olaszországban, Marche régióban, Ancona megyében.  Monterado Corinaldo, Mondolfo, Monte Porzio, Castel Colonna és San Costanzo községekkel határos.

## Népesség
A település lakossága az elmúlt években az alábbi módon változott:

## Története
2014. január elsején beleolvadt az újonnan létrejött Trecastelli községbe.

## Fordítás
Ez a szócikk részben vagy egészben  a   Monterado című olasz Wikipédia-szócikk fordításán alapul.  Az eredeti cikk szerkesztőit annak laptörténete sorolja fel. Ez a jelzés csupán a megfogalmazás eredetét és a szerzői jogokat jelzi, nem szolgál a cikkben szereplő információk forrásmegjelöléseként.